# Ochyrocera hamadryas
Ochyrocera hamadryas är en spindelart som beskrevs av Brignoli 1978. Ochyrocera hamadryas ingår i släktet Ochyrocera och familjen Ochyroceratidae. Inga underarter finns listade i Catalogue of Life.